# RTS,S

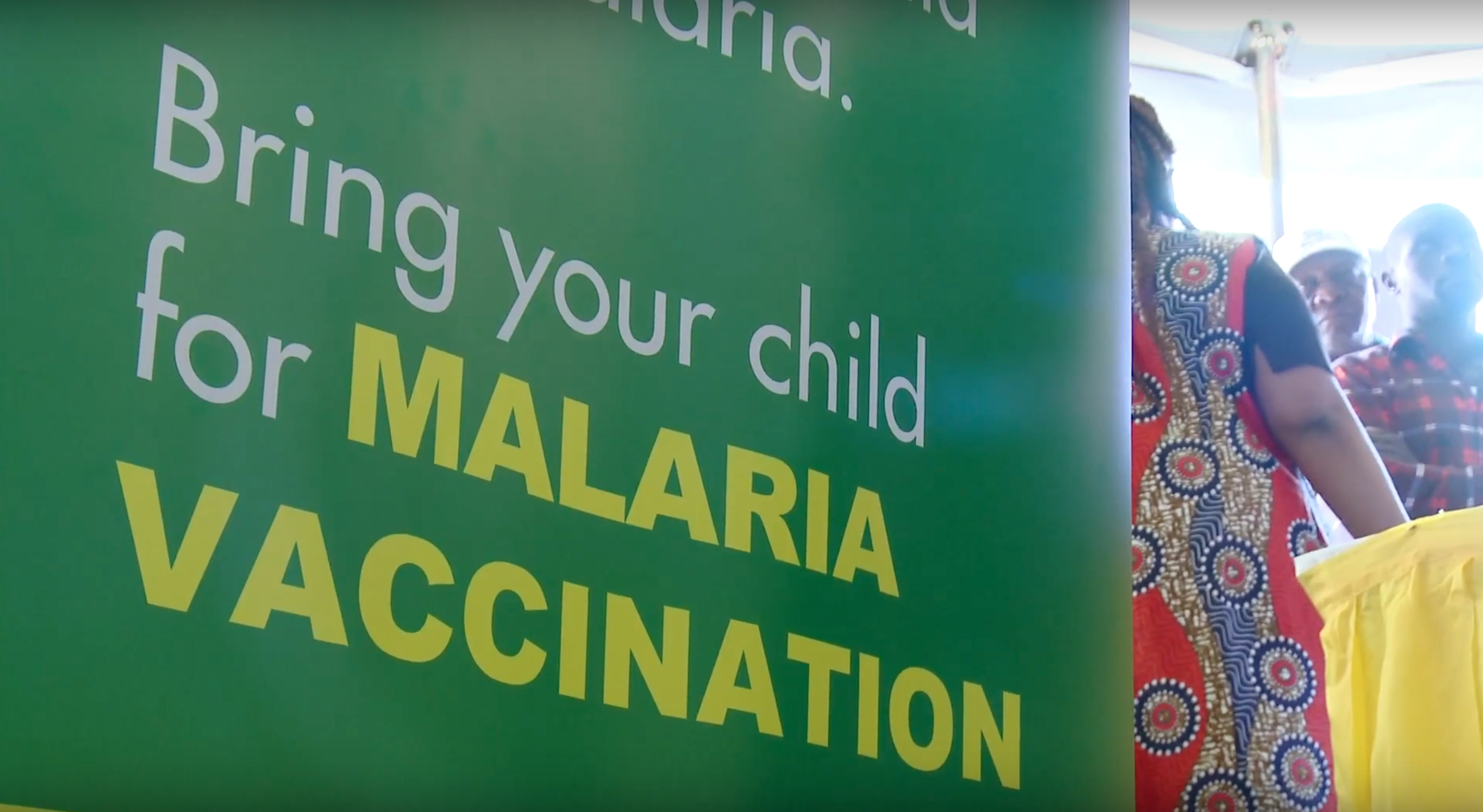
RTS,S疫苗的試驗廣報海報

RTS,S/AS01 (商業名稱為Mosquirix)是一種基於重組蛋白的瘧疾疫苗。 它是唯一獲得批准並廣泛使用的瘧疾疫苗。截至2022年4月，該疫苗已為生活在中度至高度瘧疾傳播地區的100萬名兒童接種，隨著疫苗生產的擴大，還將提供數百萬劑。2歲前的嬰兒至少需接種三劑，第四劑可將保護再延長1至2年。該疫苗使嚴重瘧疾住院的人數減少了約30%。

## 延伸閱讀
- Asante KP, Abdulla S, Agnandji S, Lyimo J, Vekemans J, Soulanoudjingar S,  et al. . The Lancet. Infectious Diseases. October 2011, 11 (10): 741–9. PMID 21782519. doi:10.1016/S1473-3099(11)70100-1.
- Wilby KJ, Lau TT, Gilchrist SE, Ensom MH. . The Annals of Pharmacotherapy. March 2012, 46 (3): 384–93  [2023-04-21]. PMID 22408046. S2CID 32412123. doi:10.1345/aph.1AQ634. （原始内容存档于2021-10-27）.

## 外部連結
- Mosquirix: Product information （页面存档备份，存于）
- Mosquirix: Public Assessment Report （页面存档备份，存于）